# Безол (Жерс)
Безол (фр. Bezolles) насеље је и општина у јужној Француској у региону Миди Пирене, у департману Жерс која припада префектури Кондом.
По подацима из 2011. године у општини је живело 139 становника, а густина насељености је износила 12,49 становника/km². Општина се простире на површини од 11,13 km². Налази се на средњој надморској висини од 204 метара (максималној 222 m, а минималној 93 m).

## Демографија
| 1962. | 1968. | 1975. | 1982. | 1990. | 1999. | 2011. |
| ----- | ----- | ----- | ----- | ----- | ----- | ----- |
| 187   | 196   | 187   | 153   | 135   | 156   | 139   |

График промене броја становника у току последњих година